# José Sánchez Betancourt
José Jelmar Sánchez Betancourt (1 de abril de 1994), es un luchador ecuatoriano de lucha grecorromana. Consiguió una medalla de bronce en el Campeonato Panamericano de 2016. Campeón Sudamericano de 2015.